# Norroy-lès-Pont-à-Mousson
Pour les articles homonymes, voir Norroy et Norrois.
Norroy-lès-Pont-à-Mousson est une commune française située dans le département de Meurthe-et-Moselle, en région Grand Est.
Ses habitants sont appelés les Nogarédiens.

## Géographie

### Localisation et communes limitrophes
Norroy-lès-Pont-à-Mousson se situe en Lorraine, près de la Moselle, en Meurthe-et-Moselle. Elle est une commune membre du parc naturel régional de Lorraine, à la limite est de la partie ouest du parc. Située au milieu d'une colline en forme de fer à cheval orientée vers l'est, elle domine la vallée de la Moselle.
La commune est située à 35 km de Nancy, chef lieu d'arrondissement dont elle fait partie. Elle se trouve à 5 km au nord de Pont-à-Mousson et fait partie de la communauté des communes du pays de Pont-à-Mousson.
La commune est en bordure de la D 952 qui longe le canal latéral de la Moselle et la Moselle elle-même. Sa forêt communale est à proximité de la forêt domaniale de Bois-le-Prêtre où se sont déroulés des combats en 1914-1915.
Norroy-lès-Pont-à-Mousson est limitrophe de cinq autres communes.
| Villers-sous-Prény | Vandières                 |                |
|                    | Norroy-lès-Pont-à-Mousson |                |
|                    | Maidières / Montauville   | Pont-à-Mousson |

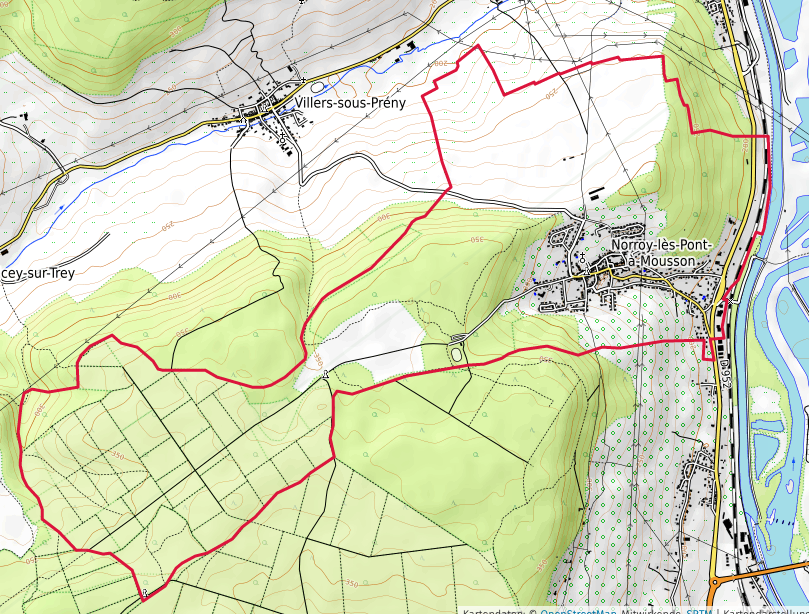
Carte de la commune.
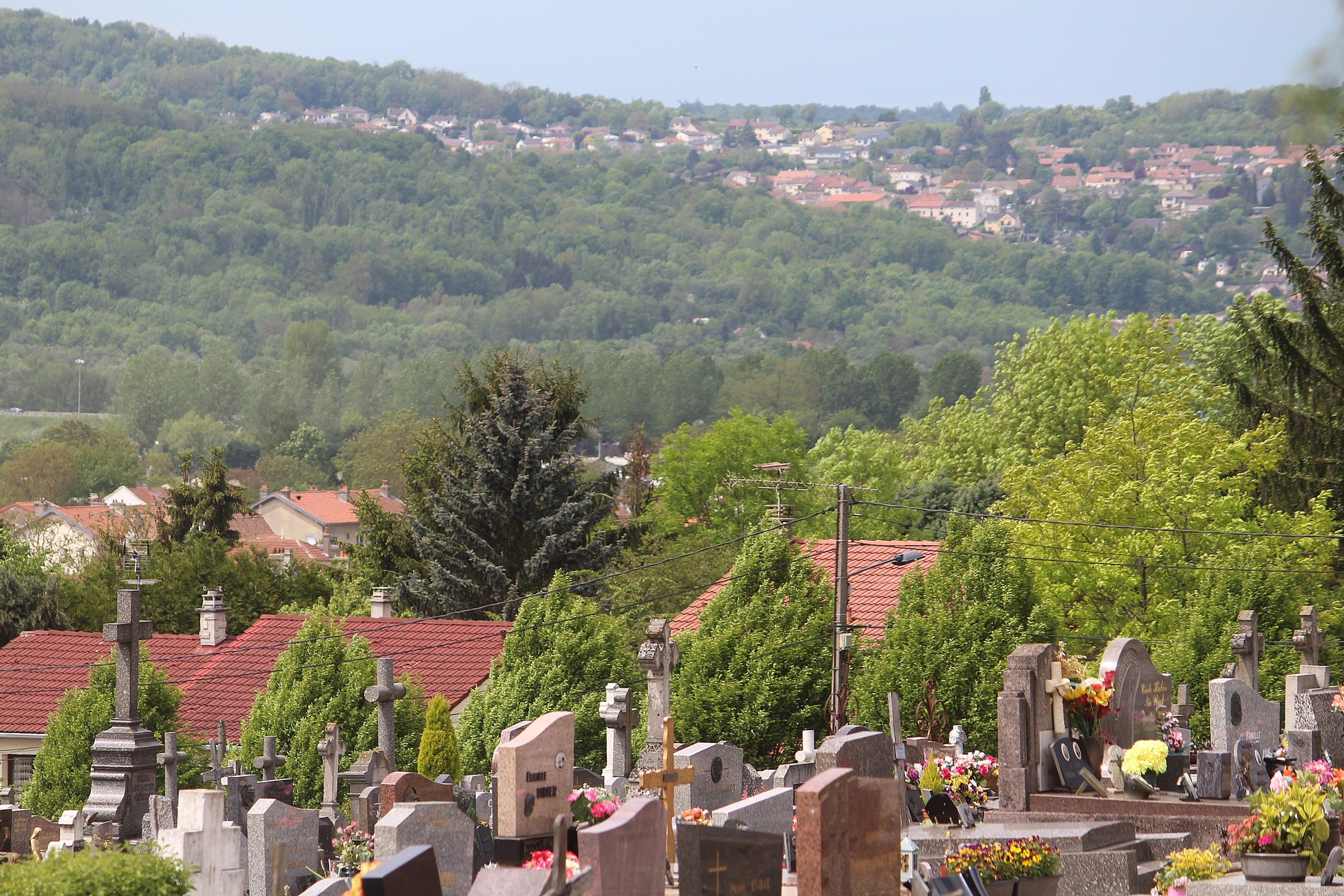
Panorama sur la vallée.

### Hydrographie
La commune est dans le bassin versant du Rhin au sein du bassin Rhin-Meuse. Elle n'est drainée par aucun cours d'eau,.

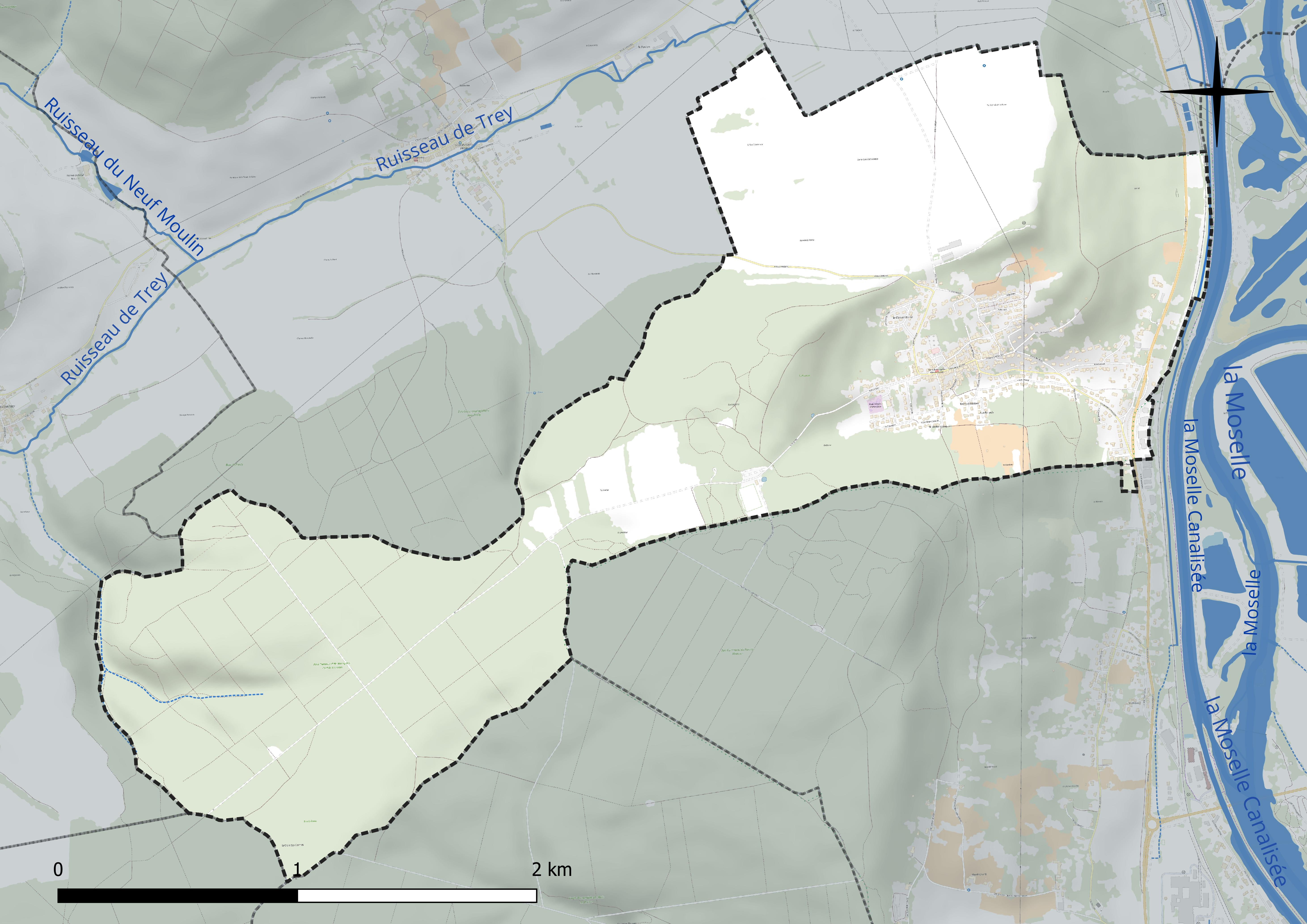
Réseau hydrographique de Norroy-lès-Pont-à-Mousson.

### Climat
Pour des articles plus généraux, voir Climat du Grand Est et Climat de Meurthe-et-Moselle.
En 2010, le climat de la commune est de type climat des marges montargnardes, selon une étude du Centre national de la recherche scientifique s'appuyant sur une série de données couvrant la période 1971-2000. En 2020, Météo-France publie une typologie des climats de la France métropolitaine dans laquelle la commune est exposée à un climat semi-continental et est dans la région climatique Lorraine, plateau de Langres, Morvan, caractérisée par un hiver rude (1,5 °C), des vents modérés et des brouillards fréquents en automne et hiver.
Pour la période 1971-2000, la température annuelle moyenne est de 9,3 °C, avec une amplitude thermique annuelle de 16,5 °C. Le cumul annuel moyen de précipitations est de 832 mm, avec 12,4 jours de précipitations en janvier et 9,3 jours en juillet. Pour la période 1991-2020, la température moyenne annuelle observée sur la station météorologique de Météo-France la plus proche, « Nonsard », sur la commune de Nonsard-Lamarche à 19 km à vol d'oiseau, est de 10,7 °C et le cumul annuel moyen de précipitations est de 690,8 mm. 
La température maximale relevée sur cette station est de 40,1 °C, atteinte le 25 juillet 2019 ; la température minimale est de −17 °C, atteinte le 1er mars 2005,,.
Les paramètres climatiques de la commune ont été estimés pour le milieu du siècle (2041-2070) selon différents scénarios d'émission de gaz à effet de serre à partir des nouvelles projections climatiques de référence DRIAS-2020. Ils sont consultables sur un site dédié publié par Météo-France en novembre 2022.

## Urbanisme

### Typologie
Au 1er janvier 2024, Norroy-lès-Pont-à-Mousson est catégorisée bourg rural, selon la nouvelle grille communale de densité à sept niveaux définie par l'Insee en 2022.
Elle appartient à l'unité urbaine de Pont-à-Mousson, une agglomération intra-départementale regroupant six  communes, dont elle est une commune de la banlieue,,. Par ailleurs la commune fait partie de l'aire d'attraction de Pont-à-Mousson, dont elle est une commune de la couronne,. Cette aire, qui regroupe 16 communes, est catégorisée dans les aires de moins de 50 000 habitants,.

### Occupation des sols
L'occupation des sols de la commune, telle qu'elle ressort de la base de données européenne d’occupation biophysique des sols Corine Land Cover (CLC), est marquée par l'importance des forêts et milieux semi-naturels (60 % en 2018), une proportion sensiblement équivalente à celle de 1990 (60,7 %).
La répartition détaillée en 2018 est la suivante : 
forêts (60 %), terres arables (22,8 %), zones urbanisées (10,6 %), cultures permanentes (3,7 %), prairies (2,9 %). L'évolution de l’occupation des sols de la commune et de ses infrastructures peut être observée sur les différentes représentations cartographiques du territoire : la carte de Cassini (XVIIIe siècle), la carte d'état-major (1820-1866) et les cartes ou photos aériennes de l'IGN pour la période actuelle (1950 à aujourd'hui).

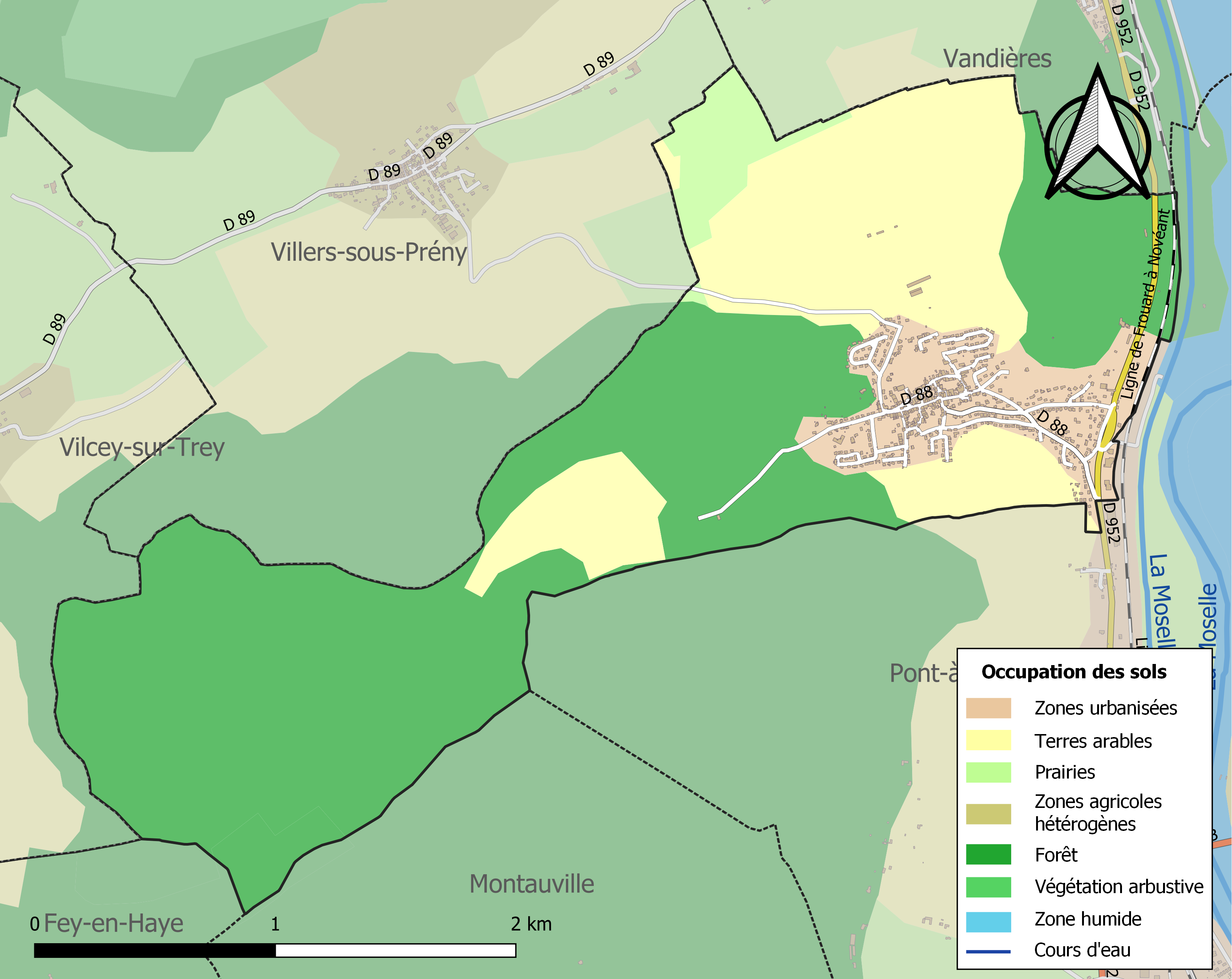
Carte des infrastructures et de l'occupation des sols de la commune en 2018 (CLC).

## Toponymie
Le nom de la localité est attesté sous les formes Nogaredum in comitatu Scarponensi (960) ; Hawidis de Noeroi (1138) ; Nowarai (1181) ; Nuweroit (1211) ; Nouroi (1251) ; Noweroit-de-les-Prignei (1293) ; La santaine de Noveroy (1360) ; Noiereyum (1402) ; Noweroy (1477) ; Noeroy (1498) ; Nouroy (1505) ; Noveroy (1516) ; Nourroy (1551) ; Nouveroy (1600) ; Norroy-devant-le-Pont (1779).

Du bas latin nucarius « noyer » et du suffixe collectif -etum « ensemble de noyers ».
En 1779, Norroy-devant-le-Pont apparaît dans la description de la Lorraine.

La préposition « lès » permet de signifier la proximité d'un lieu géographique par rapport à un autre lieu. En règle générale, il s'agit d'une localité qui tient à se situer par rapport à une ville voisine plus grande. Par exemple, la commune de Norroy indique qu'elle se situe près de Pont-à-Mousson.

## Histoire
Jusqu'au XIVe siècle, Norroy était entourée de vignes, le vin local jouissait d’une belle réputation affirmée par un dicton qui lui conférait des vertus singulières : Le vin d'Norroy, plus t'en bois, plus tu t'tiens droit !
En février 1915, de violents combats ont eu lieu aux environs de la commune.

## Population et société

### Démographie
L'évolution du nombre d'habitants est connue à travers les recensements de la population effectués dans la commune depuis 1793. Pour les communes de moins de 10 000 habitants, une enquête de recensement portant sur toute la population est réalisée tous les cinq ans, les populations de référence des années intermédiaires étant quant à elles estimées par interpolation ou extrapolation. Pour la commune, le premier recensement exhaustif entrant dans le cadre du nouveau dispositif a été réalisé en 2005.

En 2022, la commune comptait 1 161 habitants, en évolution de −4,44 % par rapport à 2016 (Meurthe-et-Moselle : −0,13 %, France hors Mayotte : +2,11 %).
| 1793 | 1800 | 1806 | 1821 | 1831 | 1836 | 1841 | 1846 | 1851 |
| ---- | ---- | ---- | ---- | ---- | ---- | ---- | ---- | ---- |
| 433  | 557  | 670  | 674  | 689  | 792  | 788  | 792  | 741  |

| 1856 | 1861 | 1872 | 1876 | 1881 | 1886 | 1891 | 1896 | 1901 |
| ---- | ---- | ---- | ---- | ---- | ---- | ---- | ---- | ---- |
| 688  | 720  | 702  | 699  | 698  | 704  | 693  | 674  | 627  |

| 1906 | 1911 | 1921 | 1926 | 1931 | 1936 | 1946 | 1954 | 1962 |
| ---- | ---- | ---- | ---- | ---- | ---- | ---- | ---- | ---- |
| 584  | 554  | 360  | 346  | 403  | 353  | 345  | 378  | 431  |

| 1968 | 1975 | 1982 | 1990  | 1999  | 2005  | 2006  | 2010  | 2015  |
| ---- | ---- | ---- | ----- | ----- | ----- | ----- | ----- | ----- |
| 526  | 603  | 807  | 1 027 | 1 046 | 1 146 | 1 168 | 1 240 | 1 223 |

| 2020  | 2022  | - | - | - | - | - | - | - |
| ----- | ----- | - | - | - | - | - | - | - |
| 1 188 | 1 161 | - | - | - | - | - | - | - |

## Culture locale et patrimoine

### Lieux et monuments

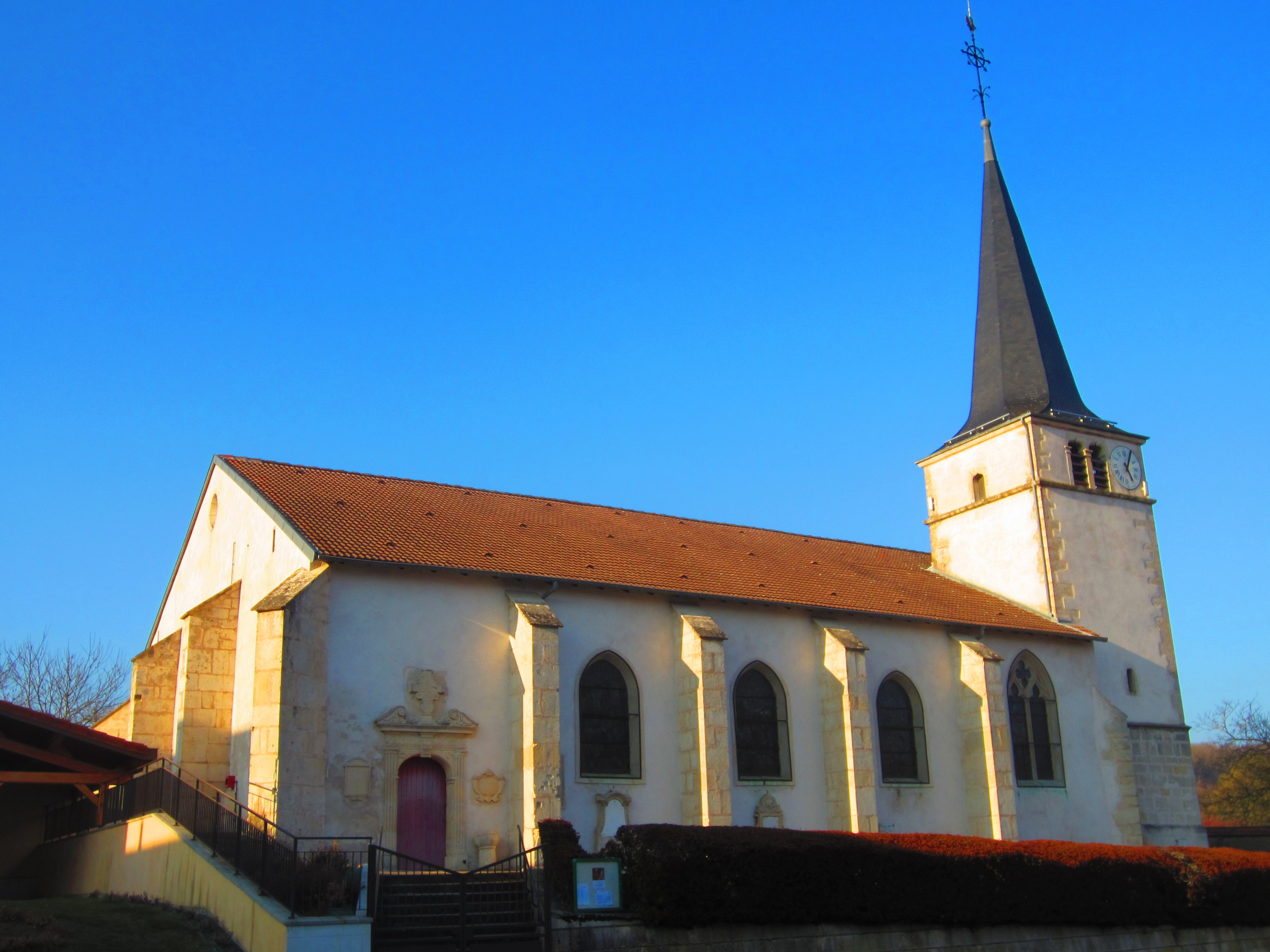
Église Saint-Rémy.

- Quatre autels gallo-romains du Ier apr. J.-C. ont été trouvés dans les carrières ; ils portent tous des inscriptions à Hercules Saxanus[26].
- Vestiges d'une maison forte du XVIe siècle.
- La  Pierre au Jô, à la limite de Pont-à-Mousson, un des rares menhirs de Meurthe-et-Moselle érigé à l'époque néolithique, objet d'un classement au titre des monuments historiques depuis 1914[27].
- Monument aux morts allemand du 14e régiment d'artillerie à pied badois (Badisches Fußartillerie-Regiment Nr. 14), Première Guerre mondiale.
- Église Saint-Rémy XVIIe/XVIIIe : tour XVIIe, nef XVIIIe.

### Personnalités liées à la commune
- Camille Gauthier, concepteur de meubles, né à Norroy-lès-Pont-à-Mousson en 1870.

### Héraldique
| Blason de Norroy-lès-Pont-à-Mousson | Blason  | De gueules au pont de trois arches d'argent flanqué de deux tours couvertes du même, posé sur une rivière de sinople mouvant de la pointe, au noyer arraché d'or brochant sur le tout. |
| Blason de Norroy-lès-Pont-à-Mousson | Détails | Le statut officiel du blason reste à déterminer. |